# Smyrniopsis
Smyrniopsis là chi thực vật có hoa trong họ Apiaceae.